# Христо Наумов
Христо Наумов Тасев е български революционер, деец на Вътрешната македоно-одринска революционна организация.

## Биография
Христо Наумов е роден през 1876 година в град Битоля, тогава в Османската империя, днес в Северна Македония. Присъединява се към ВМОРО в 1902 година и доставя оръжие, патрони и барут. При избухването на Илинденско-Преображенското въстание през лятото на 1903 година Наумов влиза в четата на Георги Сугарев и с нея се сражава на Пелистер и в село Слепче, Демирхисарско. Арестуван от властите, лежи в затвора. В 1905 година е началник на терористичната група на ВМОРО в Битоля, действаща срещу дейците на гръцката пропаганда. В 1906 година е в София на разположение на Задграничното представителство и работи с Иван Гарванов. Връща се в Битоля след обявената в 1908 година от младотурците амнистия. В 1910 година при Обезоръжителната акция на младотурците е отново арестуван и лежи в Битолския затвор.
На 2 март 1943 година, като жител на София, подава молба за българска народна пенсия, която е одобрена и пенсията е отпусната от Министерския съвет на Царство България.